# Плавання на відкритій воді на Чемпіонаті Європи з водних видів спорту 2022 — 5 км (жінки)
Змагання з плавання на відкритій воді на 5 км серед жінок на Чемпіонаті Європи з водних видів спорту 2022 відбулись 20 серпня.

## Результати
| Місце | Плавчиня              | Країна          | Час       |
| ----- | --------------------- | --------------- | --------- |
| 1     | Шарон ван Раувендал   | Нідерланди      | 56:58.7   |
| 2     | Марія де Вальдес      | Іспанія         | 57:00.2   |
| 3     | Джулія Габбріеллескі  | Італія          | 57:00.3   |
| 4     | Анжеліка Андре        | Португалія      | 57:00.4   |
| 5     | Леоні Бек             | Німеччина       | 57:01.1   |
| 6     | Орелі Мюллер          | Франція         | 57:03.3   |
| 7     | Ліа Бой               | Німеччина       | 57:06.2   |
| 8     | Маделон Катто         | Франція         | 57:22.6   |
| 9     | Мафальда Роза         | Португалія      | 57:29.0   |
| 10    | Мартіна Де Мемме      | Італія          | 57:36.9   |
| 11    | Софі Калло вон Платен | Італія          | 57:54.3   |
| 12    | Жаннетт Співокс       | Німеччина       | 57:58.6   |
| 13    | Алена Бенешова        | Чехія           | 58:19.8   |
| 14    | Ева Фабіан            | Ізраїль         | 58:21.3   |
| 15    | Катя Файн             | Словенія        | 59:39.9   |
| 16    | Анджела Мартінез      | Іспанія         | 59:43.0   |
| 17    | ФЛер Льюїс            | Велика Британія | 59:58.3   |
| 18    | Аріанна Валлоні       | Сан-Марино      | 1:00:00.8 |
| 19    | Кеннеді Денбі         | Велика Британія | 1:00:32.3 |
| 20    | Габлан Оріан          | Ізраїль         | 1:02:26.7 |